# Ring van krijt
Ring van krijt (Chinees: 灰闌記) is een toneelstuk van Li Qianfu, die leefde tijdens de Yuan-dynastie (1279-1368). De Duitse schrijver Klabund (Alfred Henschke) schreef in 1924 op basis van dat toneelstuk zijn versie Der Kreidekreis.

## Toneelstuk
De heldin van het stuk is de onschuldige en liefelijke Tsjang-Haitang, die door haar moeder uit nood voor 80 taels aan de bezitter van een theehuis wordt verkocht, nadat de vader zich, door schuld van een onbarmhartige schuldeiser voor diens huis heeft opgehangen. Zij wint in het theehuis al dadelijk het hart van een toevallige bezoeker, prins Pao. Ze wekt echter ook de begeerte van de mandarijn Ma, die de wrede schuldeiser in persoon blijkt te zijn. Beiden bieden tegen elkaar op om haar te krijgen. De prins moet het onderspit delven, en Ma neemt het jonge meisje mee naar huis, als "bijvrouw". Zij schenkt hem een zoon en wint steeds meer zijn liefde. Als gevolg daarvan wil Ma zich nu van Yü-Pei, zijn wettige gemalin, laten scheiden, om Tsjang-Haitang te huwen. Uit jaloezie vergiftigt Yü-Pei hem, zegt dat Haitang de moord heeft gepleegd en verklaart bovendien dat het pasgeboren kind van haar is. Haitang wordt ter dood veroordeeld, evenals haar broer, een landloper, waarvan Klabund een soort van bolsjewiek heeft gemaakt, die allerlei moderne revolutionaire denkbeelden verkondigt. In een winternacht worden beiden met het blok om de hals naar Peking gevoerd, waar de nieuwe jonge keizer de troon heeft bestegen. Deze doet het verhoor opnieuw. De booswichten worden ontmaskerd en Haitangs onschuld komt aan het licht. Om te ontdekken wie de ware moeder is laat de keizer, als een tweede Salomon, het kind in een krijtcirkel leggen. Wie van de beide vrouwen het wichtje ’t snelste daar uit heeft genomen, zal de moeder zijn... Haitang haast zich niet, zoals de ruw toegrijpende andere: het zou 't tere kindje immers pijn kunnen doen. Zij toonde dus de echte moederliefde te bezitten. En Pao, die zijn in het theehuis ontvlamde liefde nooit vergat, laat haar, als keizerin met een purperen mantel omkleed, naast zich op de troon plaats nemen, en draagt haar op, over haar vijanden recht te spreken.
Klabunds versie eindigt met dat Haitang allen alles vergeeft. Ze worden dus niet, zoals in het oorspronkelijk sprookje, op het marktplein in honderdentwintig stukjes gehakt, maar in vrijheid gesteld. Het stuk ging in première in het Stadstheater van Meißen. Berlijn moest wachten tot 1930.

## Muziek

### Halvorsen
Op 27 februari 1927 kreeg de versie van Klabund zijn Noorse première in het Nationaltheatret in Oslo onder de titel Spillet om den hvite ring ('Spel om de witte ring'). Bjørn Bjørnson regisseerde deze Noorse versie tien keer. De huiscomponist en -dirigent van het theater Johan Halvorsen luisterde de voorstellingen op met eigen muziek. Halvorsen schreef muziek met titels Den hvite ring, Ma’s have, een intermezzo en Keiserhymne. Toen de reeks voorstellingen was beëindigd werden de manuscripten in de la opgeborgen. Ze zijn nu in het bezit van de Staatsbibliotheek van Noorwegen. De muziek werd nooit meer gespeeld.

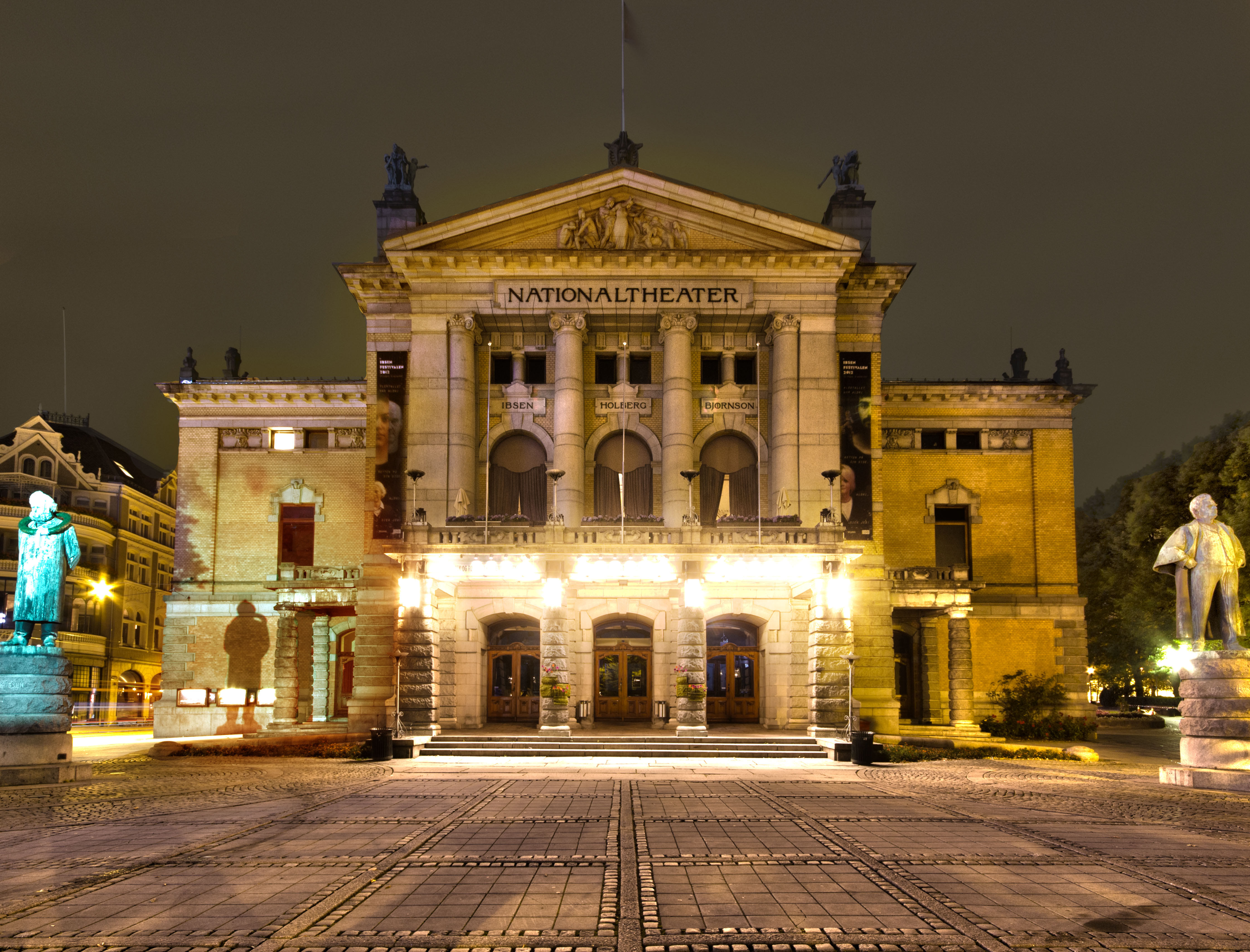
Nationaltheatret Oslo

### Zemlinsky
Alexander von Zemlinsky baseerde zijn opera Der Kreidekreis op dit verhaal.